# 소웨토

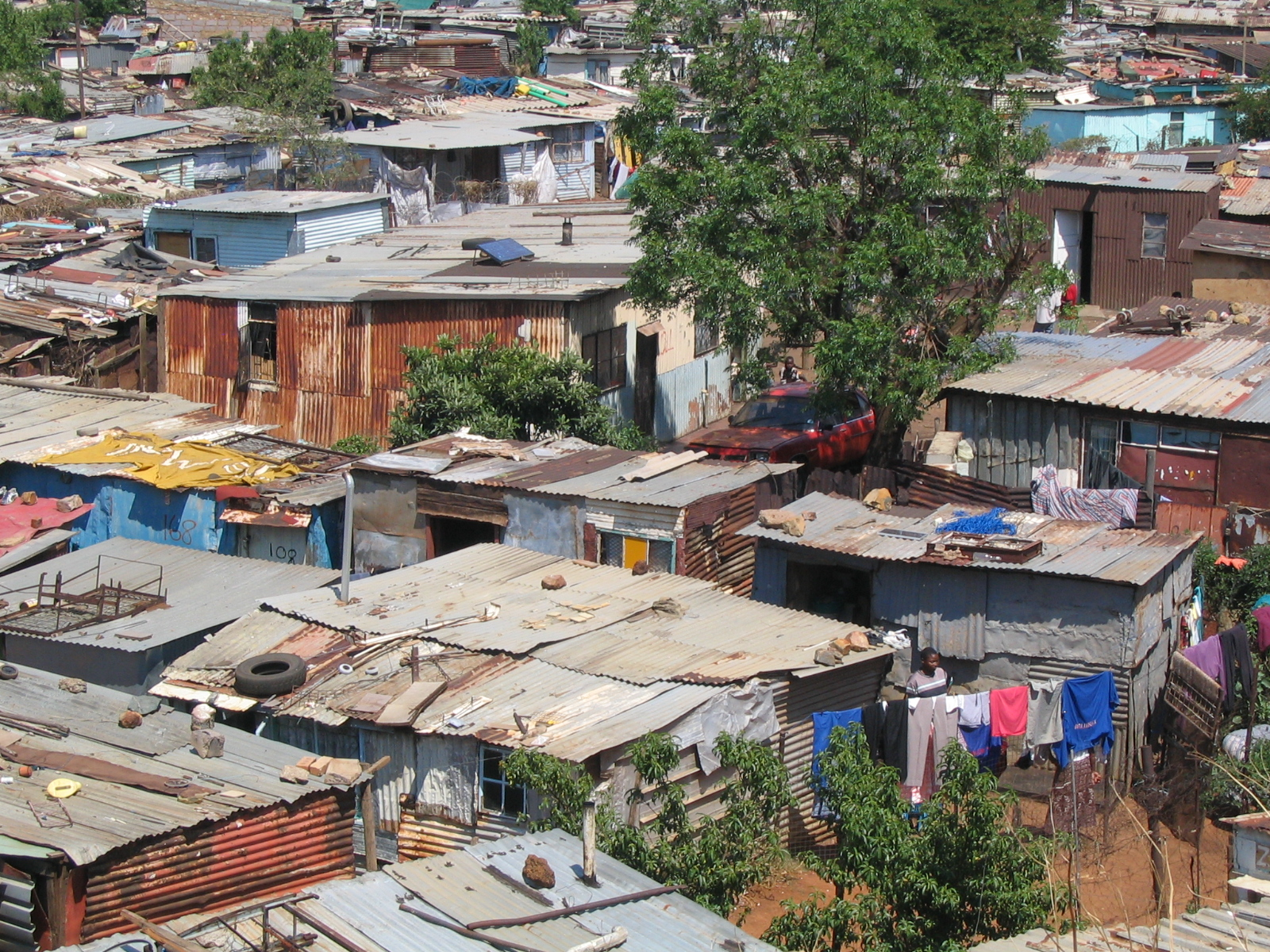
소웨토

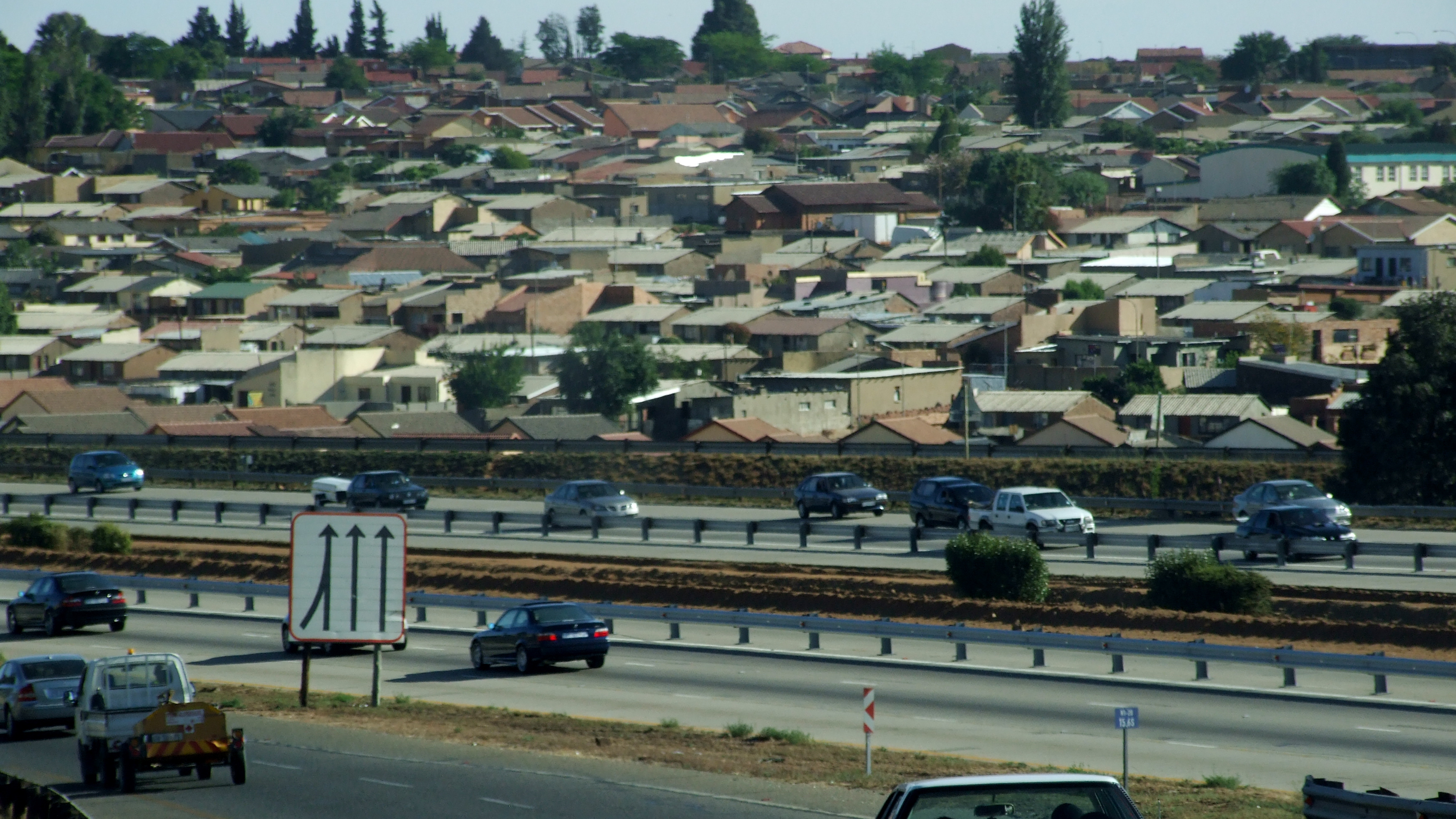
소웨토

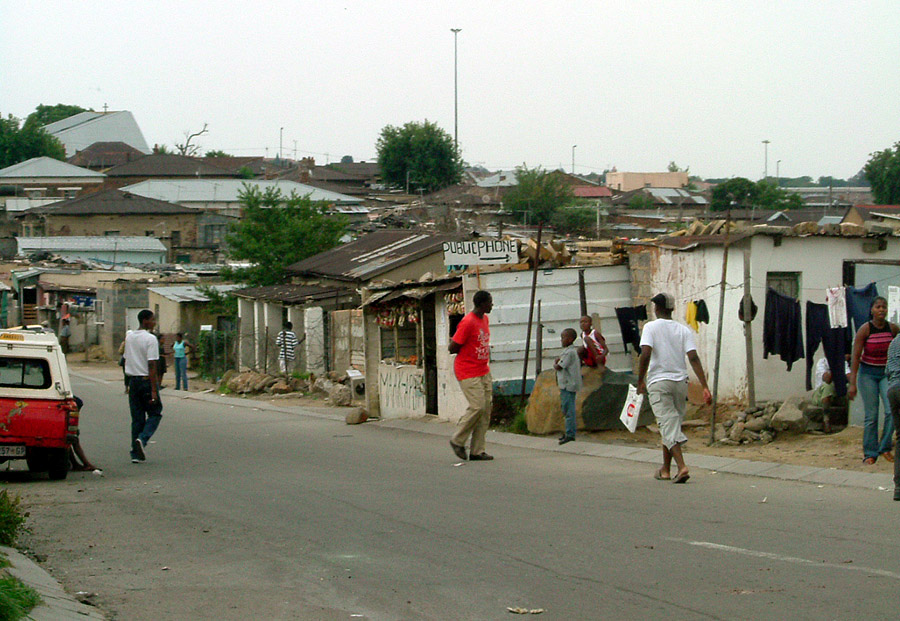
소웨토 거리 풍경

소웨토(Soweto)는 남아프리카 공화국 하우텡주의 요하네스버그 내의 도시권 D구에 있는 지역을 말한다. 주로 흑인 거주지역이다. 인구는 약 1,800,000명이다.

## 개요
지명의 유래는, "SOuth WEstern TOwnships"(남서 거주 지역의 줄임말)에서 각각 따온 말이다. 지역 주민과 국민의 대부분은 "So Where To"(그래서, 어디로)라고 부른다. 아파르트헤이트 정책으로 박해를 받은 아프리카계 주민의 상징 지역으로 여겨진다.

## 교육
- 비스타 대학

## 스포츠
- 프리미어 사커 리그
  - 올랜도 파이러츠 FC(홈구장 : 엘리스 파크 경기장)
  - 카이저 치프스 FC(홈구장 : 엘리스 파크 경기장)

## 같이 보기
- 소웨토 항쟁